# Экономика Швеции
Экономика Швеции развитая, экспортно-ориентированная.
Её главными ресурсами являются лес, гидроэнергия и железная руда.
Страна обладает современной инфраструктурой, превосходными внутренними и внешними коммуникациями и высококвалифицированной рабочей силой.
Около 90 % продукции производится частными компаниями, такими как Ericsson АВ, SKF, Alfa Laval Group, IKEA, AGA, Dyno Nobel , из них примерно половину составляет машиностроение.
В сельском хозяйстве производится лишь 2 % ВВП.
Центральный банк Швеции (Riksbank) стремится к поддержке стабильного курса валюты и удержанию инфляции на уровне 2 %.

## Общая характеристика
Связь и транспорт являются наиболее важными составляющими общей инфраструктуры страны.
Сырьё и облагороженные сырьевые материалы[уточнить] составляют значительную часть шведского экспорта, но всё большую долю в экономике начинают составлять наукоёмкие отрасли промышленности, такие как информационная технология и биомедицина. Этому способствуют развитая инфраструктура и высокий общий уровень образования населения.
Значительные экспортные доходы в последнее время стали приносить такие отрасли, как дизайн, индустрия моды, художественная промышленность, гастрономия, медийные отрасли, музыка, реклама, туризм.

### Статистика
Экономически активное население: 5 487 000

Процент экономически активного населения: 82 %

Занятые: 4 449 000 

Уровень занятости: 63,5 % 

Безработные: 448 000

Уровень безработицы: 7,8 %

Безработные в возрасте от 15 до 24: 165 000 

Уровень безработицы в возрасте от 15 до 24: 28,1 %

Объём ВВП (4-я четверть 2009 г.): 819,700 млн крон

Индекс потребительских цен (по сравнению с уровнем 1980=100): 302,36 

Чистый индекс цен (по сравнению с уровнем 1980=100): 255,41

Экспорт товаров: 99,4 млрд крон

Импорт товаров: 92,2 млрд крон.
В следующей таблице показаны основные экономические показатели за 1980—2018 года. Инфляция менее 2 % обозначена зелёной стрелкой.
| Год  | ВВП (ППС) (в млрд долл. США) | ВВП на душу населения (ППС) (в долл. США) | Рост ВВП (реальный) | Уровень инфляции (в процентах) | Безработица (в процентах) | Государственный долг (в процентах от ВВП) |
| ---- | ---------------------------- | ----------------------------------------- | ------------------- | ------------------------------ | ------------------------- | ----------------------------------------- |
| 1980 | 87,5                         | 10 516                                    | ▲4,6 %              | ▲17,5 %                        | 2,7 %                     | н/д                                       |
| 1981 | ▲100,0                       | ▲12 013                                   | ▲4,5 %              | ▲12,1 %                        | ▲3,4 %                    | н/д                                       |
| 1982 | ▲107,7                       | ▲12 933                                   | ▲1,4 %              | ▲8,6 %                         | ▲4,3 %                    | н/д                                       |
| 1983 | ▲114,3                       | ▲13 715                                   | ▲2,1 %              | ▲8,9 %                         | ▲4,8 %                    | н/д                                       |
| 1984 | ▲123,4                       | ▲14 791                                   | ▲4,3 %              | ▲8,0 %                         | ▼4,2 %                    | н/д                                       |
| 1985 | ▲130,1                       | ▲15 582                                   | ▲2,3 %              | ▲7,4 %                         | ▼3,9 %                    | н/д                                       |
| 1986 | ▲136,7                       | ▲16 315                                   | ▲2,9 %              | ▲4,2 %                         | ▼3,6 %                    | н/д                                       |
| 1987 | ▲144,8                       | ▲17 211                                   | ▲3,3 %              | ▲4,2 %                         | ▼2,9 %                    | н/д                                       |
| 1988 | ▲153,6                       | ▲18 155                                   | ▲2,5 %              | ▲5,8 %                         | ▼2,4 %                    | н/д                                       |
| 1989 | ▲163,5                       | ▲19 172                                   | ▲2,4 %              | ▲6,4 %                         | ▼2,0 %                    | н/д                                       |
| 1990 | ▲170,9                       | ▲19 891                                   | ▲0,8 %              | ▲3,2 %                         | ▲2,2 %                    | н/д                                       |
| 1991 | ▲174,8                       | ▲20 216                                   | ▼−1,0 %             | ▲8,8 %                         | ▲4,0 %                    | н/д                                       |
| 1992 | ▲177,0                       | ▲20 363                                   | ▼−1,0 %             | ▲1,4 %                         | ▲7,1 %                    | н/д                                       |
| 1993 | ▲177,7                       | ▼20 315                                   | ▼−2,0 %             | ▲4,7 %                         | ▲11,2 %                   | 66,3 %                                    |
| 1994 | ▲188,9                       | ▲21 421                                   | ▲4,1 %              | ▲2,9 %                         | ▼10,8 %                   | ▲68,7 %                                   |
| 1995 | ▲200,6                       | ▲22 693                                   | ▲4,0 %              | ▲2,5 %                         | ▼10,4 %                   | ▲68,8 %                                   |
| 1996 | ▲207,3                       | ▲23 439                                   | ▲1,5 %              | ▲1,0 %                         | ▲10,9 %                   | ▲69,2 %                                   |
| 1997 | ▲217,0                       | ▲24 524                                   | ▲2,9 %              | ▲1,8 %                         | ▬10,9 %                   | ▼68,0 %                                   |
| 1998 | ▲228,6                       | ▲25 818                                   | ▲4,2 %              | ▲1,0 %                         | ▼8,8 %                    | ▼65,8 %                                   |
| 1999 | ▲242,6                       | ▲27 378                                   | ▲4,5 %              | ▲0,6 %                         | ▼7,6 %                    | ▼60,5 %                                   |
| 2000 | ▲259,9                       | ▲29 257                                   | ▲4,7 %              | ▲1,3 %                         | ▼6,3 %                    | ▼50,6 %                                   |
| 2001 | ▲270,0                       | ▲30 302                                   | ▲1,5 %              | ▲2,7 %                         | ▼5,8 %                    | ▲51,7 %                                   |
| 2002 | ▲279,8                       | ▲31 294                                   | ▲2,1 %              | ▲1,9 %                         | ▲6,0 %                    | ▼49,8 %                                   |
| 2003 | ▲292,1                       | ▲32 552                                   | ▲2,4 %              | ▲2,3 %                         | ▲6,6 %                    | ▼48,9 %                                   |
| 2004 | ▲313,2                       | ▲34 754                                   | ▲4,3 %              | ▲1,0 %                         | ▲7,4 %                    | ▼47,9 %                                   |
| 2005 | ▲332,4                       | ▲36 735                                   | ▲2,8 %              | ▲0,8 %                         | ▲7,6 %                    | ▲48,2 %                                   |
| 2006 | ▲358,6                       | ▲39 354                                   | ▲4,7 %              | ▲1,5 %                         | ▼7,0 %                    | ▼43,1 %                                   |
| 2007 | ▲380,7                       | ▲41 460                                   | ▲3,4 %              | ▲1,7 %                         | ▼6,1 %                    | ▼38,2 %                                   |
| 2008 | ▲386,0                       | ▲41 704                                   | ▼−0,5 %             | ▲3,3 %                         | ▲6,2 %                    | ▼36,8 %                                   |
| 2009 | ▼368,8                       | ▼39 483                                   | ▼−5,2 %             | ▲1,9 %                         | ▲8,3 %                    | ▲40,3 %                                   |
| 2010 | ▲395,7                       | ▲42 022                                   | ▲6,0 %              | ▲1,9 %                         | ▲8,6 %                    | ▼38,6 %                                   |
| 2011 | ▲414,6                       | ▲43 719                                   | ▲2,7 %              | ▲1,4 %                         | ▼7,8 %                    | ▼37,9 %                                   |
| 2012 | ▲421,0                       | ▲44 058                                   | ▼−0,3 %             | ▲0,9 %                         | ▲8,0 %                    | ▲38,1 %                                   |
| 2013 | ▲433,1                       | ▲44 907                                   | ▲0,4 %              | ▲0,4 %                         | ▬8,0 %                    | ▲40,8 %                                   |
| 2014 | ▲452,4                       | ▲46 410                                   | ▲2,6 %              | ▲0,2 %                         | ▼7,9 %                    | ▲45,5 %                                   |
| 2015 | ▲478,0                       | ▲48 519                                   | ▲4,5 %              | ▲0,7 %                         | ▼7,4 %                    | ▼44,2 %                                   |
| 2016 | ▲499,7                       | ▲49 996                                   | ▲3,2 %              | ▲1,1 %                         | ▼7,0 %                    | ▼42,2 %                                   |
| 2017 | ▲520,9                       | ▲51 475                                   | ▲2,4 %              | ▲1,9 %                         | ▼6,9 %                    | ▼40,9 %                                   |

### ВВП
ВВП страны в
- 2004 г. — рост 3,7 %
- 2005 г. — рост 2,7 %

### Роль государственного сектора
Доля государственной собственности в Швеции достигла в 1980-е годы 26 % ВВП, но затем начала сокращаться, а численность государственных компаний упала с 1777 до 55.
Государственная собственность раньше была представлена и в производственном секторе: государственная компания «Ваттенфалль» производила электроэнергию, телевизионная связь осуществлялась через частично государственную «Телиа Сонера», большая часть государственных лесов в Швеции принадлежала государственной компании «Свеаског» и т. д..
С 1981 года Риксдаг утверждал отчёты о деятельности государственных предприятий.
В течение 1990-х годов в Швеции началась приватизация, началась конкуренция на рынке электроэнергии, были ликвидированы государственные монополии на почтовые отправления и на торговлю алкогольными напитками. В начале 2000-х в государственной собственности сохранялись 55 компаний (в том числе 42 в полной госсобственности), где трудилось около 190 тысяч человек. Среди этих 55 компаний 28 имели оборот свыше 500 млн шведских крон, в том числе 8 — свыше 10 млрд крон, а 12 шведских государственных предприятий или предприятий с государственным участием входили в число 100 крупнейших предприятий страны.
В 1990—2000 гг. доходы от приватизации составили 17,295 млрд долларов.

## История
Швеция начиная с эпохи викингов и к появлению ранней шведской государственности была экспортноориентированной страной. Основным продуктом на века стала шведская железная руда, а затем и железо, лес. Благодаря этим поставкам, шведы интенсивно развивали горнорудное дело. Промышленная революция XIX века сильно преобразовала экономику страны. Интенсифицировались товарно-денежные отношения, развивалось сельское хозяйство. Природные ресурсы Швеции существенно влияли и влияют на её экономическое развитие.
В течение нескольких десятилетий XX века Швеция из бедной аграрной страны превратилась в одну из богатейших и высокоразвитых индустриальных держав.
Основу этого беспрецедентного развития составили природные богатства северной Швеции — лес, руда и гидроэнергетические ресурсы — в сочетании с рядом революционных шведских изобретений и их дальнейшей разработкой и эксплуатацией, таких, как паровая турбина, газовые маяки АГА, молочный сепаратор, безопасные спички, гребной винт регулируемого шага, упаковка «тетрапак» и многие другие.
Из-за малой ёмкости внутреннего рынка крупные шведские компании должны были ориентироваться на экспорт. Эта ранняя глобализация давала шведским компаниям преимущества в международной конкуренции. Благодаря этому Швеция имеет чрезвычайно высокие показатели по числу крупных мультинациональных концернов и известных товарных марок в пропорции к численности своего населения. Например: «Вольво», «Скания», «Сааб», «Эриксон», «АстраЗенека», «Электролюкс», «Икеа», «Хеннес и Мауриц», «Хассельблад», «Системэ́ир».

### 2000-е
В 2000-х сырьё и переработанные сырьевые материалы продолжают составлять значительную часть шведского экспорта, но всё большую долю в экономике начинают составлять наукоёмкие отрасли промышленности (например, информационные технологии и биомедицина), значительные экспортные доходы в последнее время стали приносить такие отрасли, как дизайн, индустрия моды, художественная промышленность[неизвестный термин], гастрономия, медийные отрасли, музыка, реклама, туризм.
Стремление правительства к строгой финансовой дисциплине привело к профициту бюджета в 2001 году, в 2002 году он сократился вдвое по причине глобального экономического спада, уменьшения доходов и увеличения расходов. В 2000-е годы Швецию коснулась общескандинавская тенденция к снижению доли доходов от государственной собственности в общих доходах государства: с 8,3 % в 2003 году до 5,5 % в 2006 году.
В 2005 году правительство Швеции назначило комиссию для разработки комплексной программы по снижению зависимости Швеции от нефти, природного газа и другого ископаемого топлива к 2020 году. В июне 2006 года комиссия выпустила свой доклад под названием «Освободить шведское общество от нефтяной зависимости».

### 2010-е
В конце 2010-х ситуация с неравенством в Швеции ухудшалась из-за жесткой денежно-кредитной политики: это привело к раздуванию цен на активы на фондовом рынке при росте безработицы.
В 2020 году 40 подданных королевства стали миллиардерами в шведских кронах и долларовыми миллионерами благодаря росту стоимости активов на фондовом рынке. Скачку безработицы в стране способствовало распространение COVID-19. Во время пандемии Швеция стала одной из двух стран Европы и одним из немногих государств мира, которое отказалось от карантина; власти королевства рассчитывали, что это позволит не только выработать коллективный иммунитет, но и снизить негативное воздействие пандемии на экономику. По предварительным данным, подход шведских властей оправдал себя: в третьем квартале 2020 года ВВП  вырос больше, чем ожидалось, на 4,9 % как второму кварталу, в то время как по прогнозу она должна была вырасти на 4,3 %.

## Промышленность
Добывающая промышленность: сосредоточена на добыче полезных ископаемых. Недра Швеции богаты цветными и драгоценными металлами начиная от цинка и заканчивая золотом, залежи которых расположены в водном бассейне реки Шеллефтеэльвен.
Развито машиностроение:
- шведский автопром по праву можно считать одним из качественных и лучших (см. Volvo, Polestar, Saab (NEVS), Koenigsegg).
- развито судостроение (так, компания Kockums (швед.) является ведущим производителем ПЛ с анаэробными двигателями Стирлинга, тип «Готланд»).
- авиационная промышленность (Saab AB).

Военно-промышленный комплекс (ВПК): производство истребителей (Saab: Draken, Viggen, Gripen), стрелкового оружия и артиллерии (Bofors), танков (Bofors: Strv 74, Strv 103, Strv 121/Strv 122) и САУ Akv 151, военные суда.

## Энергетика
Примерно 1/3 энергетических потребностей Швеции удовлетворяется за счёт импортных энергоносителей, среди которых главным является нефть, за ней следуют уголь и природный газ. Основные местные источники энергии — ядерное топливо, гидроэнергетические ресурсы, древесина. Исследования в области атомной энергетики в Швеции начались в 1947 году. В 1964 году был построен первый реактор на тяжёлой воде. Чтобы уменьшить зависимость от нефти, было принято решение активно развивать гидро- и ядерную энергетику. В 1970—1980-е годы было введено в эксплуатацию 6 атомных реакторов, из которых один был закрыт в 1999 году и второй в 2005 году.
В Швеции работали пять АЭС, которые поставляли 40 % всей потребляемой в стране электроэнергии: «Форсмарк» (3 реактора), «Оскарсхамн» (3 реактора) и «Рингхальс» (4 реактора). На данный момент все реакторы находятся на стадии модернизации для повышения их безопасности и мощности. Закончить проект планировалось к 2013 году. В 1980 году правительство приняло решение о поэтапном отказе от ядерной энергетики: о запрете на строительство новых реакторов и сворачивании шведской ядерной энергетики к 2010 году, если к этому времени появятся альтернативные источники энергии в достаточном объёме. «Наша зависимость от нефти должна быть ликвидирована к 2020 году», — говорила министр экономического развития Мона Салин. В 2003 году на базе альтернативных ресурсов в Швеции производилось 26 % всей энергии, в то время как в среднем в ЕС эта цифра составляла лишь 6 %. Однако, этого оказалось недостаточно. В 2010 году парламент проголосовал за отмену закона 1980 года, срок службы старых реакторов был продлён, и шведская атомно-энергетическая программа ожила.
Отмена закона 1980 года — это часть климатической программы правительства, которая предусматривает, что к 2020 году возобновляемые источники должны предоставлять более половины всей производимой энергии, шведский транспорт должен стать независимым от ископаемого топлива в течение 10 лет, к 2045 или 2050 году страна должна стать нейтральной по выбросу диоксида углерода (поглощать столько же, сколько выбрасывает).
В 2004 году лишь 7 % населения считало, что атомная энергетика представляет угрозу для окружающей среды. Большинство шведов осознает её экологические преимущества в сравнении с выбросами углекислых газов в атмосферу и ущербом рекам со стороны ГЭС. Согласно одному из недавних опросов, только 17 % населения выступают за закрытие всех атомных реакторов.
Швецию отличает высокий уровень потребления энергии на душу населения (17 000 кВт·ч на человека в год). По этому показателю её опережают лишь Исландия, Норвегия и Канада. Однако по сравнению с другими странами уровень выбросов диоксида углерода в Швеции невысок. В год среднестатистический швед выбрасывает в атмосферу 5,9 тонн диоксида углерода, тогда как аналогичный показатель для ЕС составляет 8,6 тонн, а для США — 19,7 тонн.
Столь низкий уровень выбросов объясняется тем, что источником 90 % всей электроэнергии Швеции являются атомная и гидроэлектрическая энергия, не дающие выбросов диоксида углерода.

## Банковская система
Банковская система Швеции: крупные банки Swedbank, Nordea и др. (см. Категория:Банки Швеции).

## Сфера услуг

### Туризм
Туризм в Швеции составляет относительно небольшую часть шведской экономики (в 2011 году — на уровне 9,8 % от ВВП страны);  в 2006 году Швеция была 21-й по посещаемости страной мира.
Швецию в основном посещают туристы из соседних стран — Дании, Норвегии и Финляндии, из других стран наибольший приток туристов дают Германия и Великобритания. Главные достопримечательности Швеции включают музей Ваза, Миллесгорден и многочисленные объекты Всемирного наследия ЮНЕСКО.
7,1 % дохода средней шведской семьи тратится на внутренний туризм.

## Занятость
Начиная с 2001 г. в стране растёт безработица, которая в марте 2010 составила, по официальным данным, 9,1 %.